# Cedric Ernest Howell
Cedric Ernest »Spike« Howell, avstralski častnik, vojaški pilot in letalski as, * 17. junij 1896, Avstralija, † 10. december 1919, Krf.  	
Stotnik Howell je v svoji vojaški karieri dosegel 19 zračnih zmag.

## Odlikovanja
- Distinguished Service Order (DSO)
- Military Cross (MC)
- Distinguished Flying Cross (DFC)